# Kodarma (Distrikt)

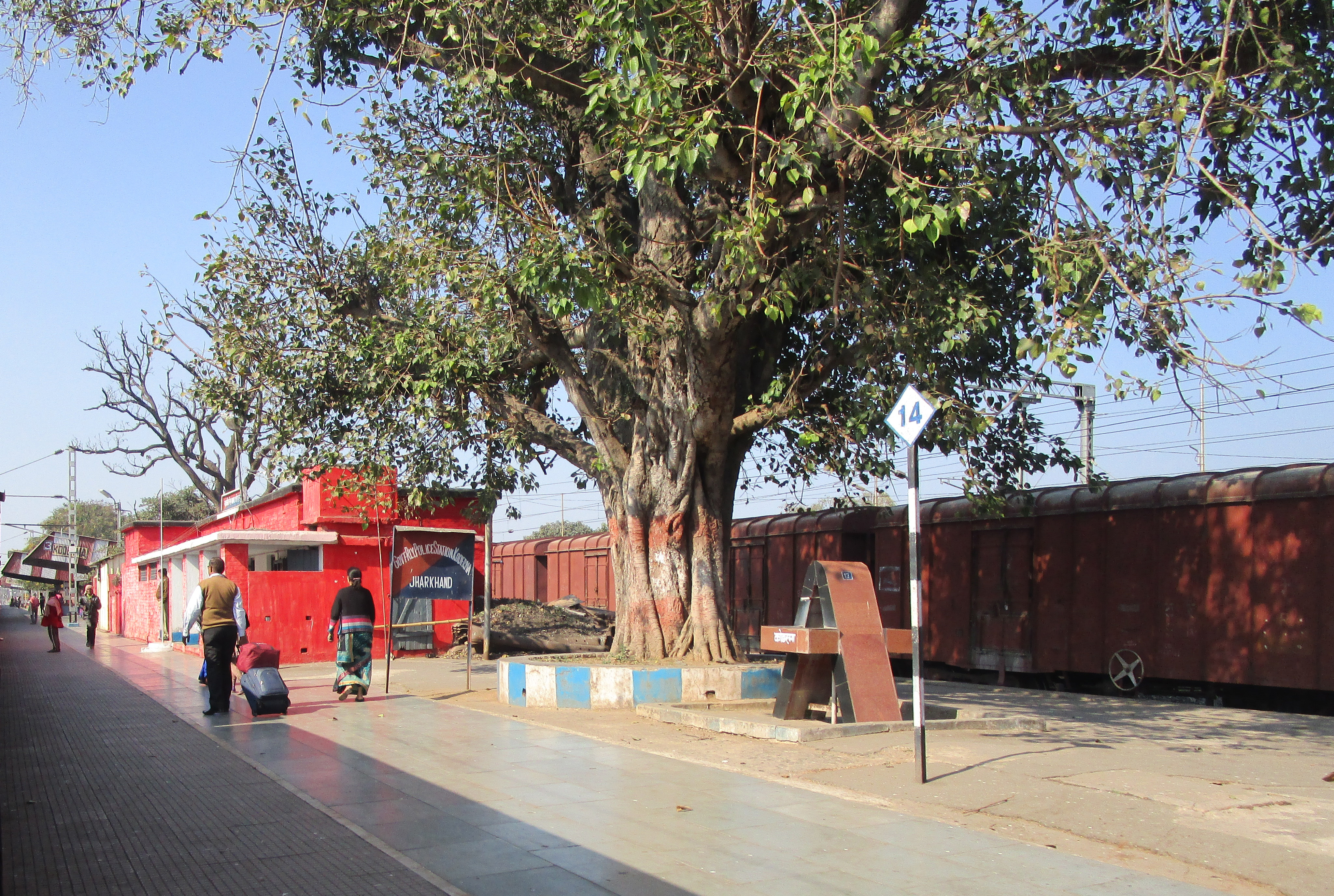
Eisenbahnstation Kodarma

Kodarma ist ein Distrikt im indischen Bundesstaat Jharkhand.
Die Fläche beträgt 2540 km². Verwaltungssitz ist die gleichnamige Stadt Kodarma.

## Geschichte
Bevor der Distrikt 1991 gegründet wurde, war er Teil des Distrikts Hazaribagh. Der Distrikt gehört heute zum naxalitisch-kommunistisch beeinflussten „Roten Korridor“.

## Bevölkerung

### Übersicht
Die Einwohnerzahl lag bei 716.259 (2011). Die Bevölkerungswachstumsrate im Zeitraum von 2001 bis 2011 betrug 32,42 % und lag damit sehr hoch. Kodarma hat ein Geschlechterverhältnis von 950 Frauen pro 1000 Männer und damit einen für Indien häufigen Männerüberschuss. Der Distrikt hatte 2011 eine Alphabetisierungsrate von 66,84 %, eine Steigerung um knapp 14 Prozentpunkte gegenüber dem Jahr 2001. Die Alphabetisierung liegt damit allerdings unter dem nationalen Durchschnitt. Knapp 84,5 % der Bevölkerung sind Hindus, ca. 14,9 % sind Muslime, ca. 0,2 % sind Christen, je ca. 0,1 % sind Jainas bzw. Sikhs, und ca. 0,1 % gaben keine Religionszugehörigkeit an oder praktizierten andere Religionen. 18,5 % der Bevölkerung sind Kinder unter 6 Jahre.

### Bevölkerungsentwicklung
In den ersten Jahrzehnten des 20. Jahrhunderts wuchs die Bevölkerung im Gegensatz zu anderen Gebieten bereits stark an. Trotz Seuchen, Krankheiten und Hungersnöten. Seit der Unabhängigkeit Indiens hat sich die Bevölkerungszunahme beschleunigt. Während die Bevölkerung in der ersten Hälfte des 20. Jahrhunderts um rund 64 % zunahm, betrug das Wachstum zwischen 1961 und 2011 233 %. Die Bevölkerungszunahme zwischen 2001 und 2011 lag bei 32,42 % oder rund 175.000 Menschen. Die Entwicklung verdeutlichen folgende Tabellen:
| Jahr      | 1901    | 1911    | 1921    | 1931    | 1941    | 1951    | 1961    | 1971    | 1981    | 1991    |
| Einwohner | 110.697 | 121.094 | 119.998 | 142.590 | 164.578 | 182.045 | 215.252 | 268.836 | 327.035 | 419.624 |

### Bedeutende Orte
Im Distrikt gibt es mit dem Hauptort Kodarma, Bekobar, Domchanch, Jhumri Tilaiya (Jhumri Telaiya) und Karma laut der Volkszählung 2011 nur fünf Orte, die als Städte (towns und census towns) gelten. Dies widerspiegelt den geringen Anteil an städtischer Bevölkerung im Distrikt. Denn nur 141.246 der 716.259 Einwohner oder 19,72 % leben in städtischen Gebieten.

### Volksgruppen
In Indien teilt man die Bevölkerung in die drei Kategorien general population, scheduled castes und scheduled tribes ein. Die scheduled castes (anerkannte Kasten) mit (2011) 109.003 Menschen (15,22 Prozent der Distriktsbevölkerung) werden heutzutage Dalit genannt (früher auch abschätzig Unberührbare betitelt). Die scheduled tribes sind die anerkannten Stammesgemeinschaften mit (2011) 6903 Menschen (0,96 Prozent der Distriktsbevölkerung), die sich selber als Adivasi bezeichnen. Zu ihnen gehören in Jharkhand 32 Volksgruppen. Kodarma gehört zu den wenigen Distrikten in Jharkhand, in denen die scheduled tribes kaum vertreten sind. Mehr als 5000 Angehörige zählt keine Volksgruppe. Die Santal mit 3383 Menschen oder 0,47 % der Distriktsbevölkerung und die Birhor mit 1321 Menschen oder 0,18 % der Distriktsbevölkerung sind die einzigen scheduled tribes mit mehr als jeweils 1000 Personen.

### Bevölkerung des Distrikts nach Bekenntnissen
Die Hindus stellen eine deutliche Mehrheit der Einwohnerschaft. Einzige bedeutende religiöse Minderheit sind die Muslime.
In allen sechs Blocks haben die Hindus Bevölkerungsanteile zwischen 77,89 % (Jainagar) und 89,45 % (Kodarma). Die Hochburgen der Muslime sind die Blocks Jainagar (21,84 %) und Markacho (20,04 %). Die genaue religiöse Zusammensetzung der Bevölkerung zeigt folgende Tabelle:
| Jahr                                   | Buddhisten | Buddhisten | Christen | Christen | Hindus  | Hindus | Jainas | Jainas | Muslime | Muslime | Sikhs | Sikhs | Andere Religionen | Andere Religionen | keine Angaben | keine Angaben | Total   | Total    |
| Jahr                                   | Zahl       | %          | Zahl     | %        | Zahl    | %      | Zahl   | %      | Zahl    | %       | Zahl  | %     | Zahl              | %                 | Zahl          | %             | Zahl    | %        |
| -------------------------------------- | ---------- | ---------- | -------- | -------- | ------- | ------ | ------ | ------ | ------- | ------- | ----- | ----- | ----------------- | ----------------- | ------------- | ------------- | ------- | -------- |
| 2011                                   | 32         | 0,00       | 1221     | 0,17,    | 605.138 | 84,49  | 980    | 0,14   | 107.018 | 14,94   | 944   | 0,13  | 269               | 0,04              | 657           | 0,09          | 716.259 | 100,00 % |
| Quelle: Ergebnis der Volkszählung 2011 |            |            |          |          |         |        |        |        |         |         |       |       |                   |                   |               |               |         |          |

## Bildung
Dank bedeutender Anstrengungen steigt die Alphabetisierung. Sie ist dennoch noch weit weg vom Ziel der kompletten Alphabetisierung. Typisch für indische Verhältnisse sind die starken Unterschiede zwischen Stadt und Land sowie den Geschlechtern. Sieben von acht Männern in den Städten können lesen und schreiben – aber weniger als die Hälfte der Frauen auf dem Land. Seit der Gründung des Bundesstaats Jharkhand hat sich die Einschulungsrate deutlich erhöht. Mittlerweile gehen laut Angaben des Bundesstaats Jharkhand rund 95 % der Kinder im entsprechenden Alter in die Grundschule. Dies hat zu einem deutlichen Anstieg der Alphabetisierung zwischen 2001 und 2011 geführt.
| Alphabetisierung im Distrikt Kodarma                |                   |                   |                   |                   |
| Einheit                                             | Volkszählung 2001 | Volkszählung 2001 | Volkszählung 2011 | Volkszählung 2011 |
| Einheit                                             | Anzahl            | Anteil            | Anzahl            | Anteil            |
| GESAMT                                              | 207.495           | 52,20 %           | 390.249           | 66,84 %           |
| Männer                                              | 140.424           | 70,94 %           | 238.780           | 79,78 %           |
| Frauen                                              | 67.071            | 33,61 %           | 151.469           | 53,23 %           |
| STADT GESAMT                                        | 53.314            | 73,84 %           | 94.102            | 79,15 %           |
| Stadt-Männer                                        | 32.449            | 84,36 %           | 54.269            | 87,52 %           |
| Stadt-Frauen                                        | 20.865            | 61,84 %           | 39.833            | 70,02 %           |
| LAND GESAMT                                         | 154.181           | 47,40 %           | 296.147           | 63,69 %           |
| Land-Männer                                         | 107.975           | 67,71 %           | 184.511           | 77,75 %           |
| Land-Frauen                                         | 46.206            | 27,87 %           | 111.636           | 49,03 %           |
| Quelle: Ergebnisse der Volkszählungen 2001 und 2011 |                   |                   |                   |                   |